# 卡拉喬爾傑·彼得羅維奇
卡拉喬爾傑·彼得羅維奇（1768年11月3日—1817年7月24日），或譯為卡拉喬治·彼得羅維奇，通稱「卡拉喬爾傑」，塞爾維亞爭取民族獨立領袖，1804年領導第一次塞爾維亞起義，建立了現代塞爾維亞，在1804年2月14日－1813年9月21日期間稱塞爾維亞領袖，但最終無法脫離鄂圖曼帝國統治。暱稱「黑喬治」（名字「kara」在土耳其語解作黑色）。
他建立卡拉喬爾傑王朝，與塞爾維亞的另一王朝奥布雷诺维奇王朝為世仇。